# 닥터 지바고 (뮤지컬)
닥터 지바고는 보리스 파스테르나크의 동명 소설을 원작으로 한 뮤지컬이다. 연출은 데스 맥아너프(Des McAnuff)가, 작곡은 루시 사이먼(Lucy Simon)이 맡았다. 2011년 2월 11일 호주 시드니 리릭 시어터에서 초연된 이래 2012년 1월 27일부터 2012년 6월 3일까지, 2018년 2월 27일부터 5월 7일까지 한국 샤롯데씨어터에서 공연되었다. 2013년 런던 웨스트 엔드 진출이 확정되었고 2014년에는 미국 브로드 웨이로 진출하였다.

## 제작과정
연출가 데스 맥아너프(Des McAnuff)가 자신이 고교시절부터 좋아했던 소설 의사 지바고를 뮤지컬로 옮기고 싶어한 것이 작품 탄생의 계기가 되었다. 연출가 데스 맥아더프(Des McAduff)와 작곡가 루시 사이먼(Lucy Simon)은 극작가 마이클 웰러(Michael Weller)와 작사가 마이클 코리(Michael Korie), 에이미 포워스(Amy Powers)등을 불러들여 팀을 꾸렸다. 마침내 2001년 라호야 플레이하우스의 작품개발 프로그램 '페이지 투 스테이지(Page to Stage)'의 일환으로 본격적인 뮤지컬<지바고>의 작품개발이 시작되었다. 소설의 방대한 이야기 가운데 어떤 장면을 뮤지컬로 가져올 것인지 결정하는 데만 18개월이 걸렸다. 뮤지컬 《지바고》는 2005년 7월 워크숍 무대에서 그 가능성을 인정받았고 수정·보안 작업에 들어갔다. 그 사이 《지바고》는 원작의 이름을 딴 《닥터 지바고》로 이름이 바뀌었고, 호주와 한국의 프로듀서들이 함께 하는 글로벌 프로젝트로 확대되었다.

### 연출
연출가 데스 맥아너프(Des McAnuff)가 가장 공을 들인 장면은 'SCENE 1-2A 그로메코 저택의 그랜드홀'이다. 그는 디자이너들에게 특별히 그로메코 저택의 그랜드홀에서 등장인물들의 친밀함을 요구했는데, 그것은 다섯 명의 등장인물들의 우연한 만남과 관계가 뮤지컬 《닥터 지바고》의 가장 중요한 부분이라고 생각했기 때문이다. 그는 그로메코 가의 연회장을 다섯 명의 인물들이 계속 엮이는 상징적인 장소로 사용했다. 또한 그는 '의자'는 사람의 영혼을 의미하며,《닥터 지바고》에서는 인간이라는 존재를 대변하고 작품의 전체를 상징하는 물체라고 말했다. 알렉산더가 세상을 떠난 안나의 옷을 의자에 걸쳐놓는 장면, 싸샤가 집을 떠날 때 의자를 끌어안고 떨어지지 않는 장면 등이 그 예이다.

## 시놉시스
모스크바 부호의 아들로 태어난 유리 지바고는 8살의 나이에 고아가 되어 그로메코 가에 입양된다. 그로메코 가에서 성장한 그는 의사가 되어 그로메코가의 딸 토냐와 결혼을 약속한다. 반면 일찍이 아버지를 여의고 불우한 환경에서 성장한 라라는 러시아 고위법관이자 어머니의 정부인 코마로프스키에게 정조를 빼앗기고 그와의 관계에 환멸을 느낀다. 라라는 새해 전날 밤 무도회장에서 코마로프스키에게 총을 겨눈다. 무도회장에서 라라를 마주친 유리는 라라에게 호기심을 느끼지만 그녀를 뒤로한 채 토냐와 행복한 결혼생활을 누린다. 2년 뒤, 혁명가인 연인 파샤와 결혼한 라라는 첫날 밤에 자신의 과거를 털어놓게 되고 이에 상처받은 파샤는 군에 입대한다. 1914년 제1차 세계대전이 일어나고 군의관으로 참전한 유리는 남편을 찾아 종군간호사가 된 라라와 우연히 만나게 된다. 이 둘은 사랑에 빠지게 되지만 제1차 세계대전이 끝나고 유리는 모스크바로, 라라는 자신의 고향 유리아틴으로 떠난다. 전쟁은 끝났지만 혁명정부가 들어선 러시아에서는 더 이상 예전 삶으로 돌아갈 수 없다는 것을 깨달은 유리는 가족들과 함께 토냐의 고향인 유리아틴으로 떠난다. 유리는 라라가 유리아틴의 도서관에서 일하고 있다는 것을 알게 되지만 가족에 대한 책임감과 도덕적 양심 때문에 선뜻 다가가지 못한다. 하지만 운명의 이끌림을 거스를 수 없었던 두 사람은 다시 서로의 사랑을 확인하게 된다. 유리는 토냐와 라라 사이에서 혼란스러워하는데 결국 라라의 남편이자 빨치산인 파샤에 의해 빨치산캠프로 끌려가게 된다. 그 곳에서 자신의 끔찍한 모습을 깨달은 유리는 탈출에 성공해 라라의 곁으로 돌아온다. 하지만 붉은 군대가 통제하는 유리아틴에서 더 이상 머무를 수 없었던 유리의 가족은 러시아를 떠났다. 유리와 라라는 서로의 사랑을 재확인하게 되지만, 유리는 라라를 지키기 위해 그녀를 곁에서 떠나보낸다.

## 씬 리스트[6]
- Act 1
  - SCENE1-1A 묘지
  - SCENE1-1B 묘지, 라라 아버지의 장례식
  - SCENE1-1C 그로메코 저택 & 드레스 가게
  - SCENE1-1D 드레스 가게 밖
  - SCENE1-1E 그로메코 저택
  - SCENE1-1F 그로메코 저택
  - SCENE1-1G 드레스 가게
  - SCENE1-1H 그로메코 저택의 발코니
  - SCENE1-1I 드레스 가게
  - SCENE1-1J 그로메코 저택 바깥의 거리
  - SCENE1-2A 그로메코 저택의 그랜드 홀
  - SCENE1-2B 그로메코 저택의 별실
  - SCENE1-2C 거리 - 그로메코 저택의 별실 밖
  - SCENE1-3A 러시아 정교 성당, 2년 후
  - SCENE1-3B 학생촌의 술집
  - SCENE1-4A 라라와 파샤의 방
  - SCENE1-4B 라라의 방 바깥 거리
  - SCENE1-5A 기차역
  - SCENE1-5B 군 병원 텐트 주변
  - SCENE1-6 최전방 전쟁터
  - SCENE1-7 야전병원 텐트 내부
  - SCENE1-8A 그로메코 저택의 서재
  - SCENE1-8B 러시아 전선, 세탁 텐트
  - SCENE1-9 변방 근처 기차의 측면
  - SCENE1-10A 그로메코 저택의 그랜드홀
  - SCENE1-10B 그로메코 저택의 다락방
  - SCENE1-10C 병원
  - SCENE1-11 병원에서 가까운 인도교
  - SCENE1-12A 그로메코 저택의 다락방
  - SCENE1-12B 모스크바의 거리
  - SCENE1-13A 그로메코 저택의 다락방
  - SCENE1-13B 층계와 로비
  - SCENE1-13C 모스크바의 거리
- Act 2
  - SCENE2-1 유리아틴의 농장 외부
  - SCENE2-2 유리아틴의 기차 정거장
  - SCENE2-3 스트렐니코프의 기차 안
  - SCENE2-4 크루거 저택으로 가는 길
  - SCENE2-5 유리아틴의 도서관
  - SCENE2-6 크루거 저택 부지
  - SCENE2-7A 유리아틴의 도서관 앞 거리
  - SCENE2-7B 여러장소, 코마로프스키의 사무실, 모스크바
  - SCENE2-8 빨치산 캠프
  - SCENE2-9 도서관, 유리아틴
  - SCENE2-10 빨치산 캠프의 은둔 지역
  - SCENE2-11 폐허가 된 크루거 저택 - 얼음 궁전
  - SCENE2-12 군사 청문회
  - SCENE2-13A 크루거 저택의 낡은 방
  - SCENE2-13B 얼음궁전, 스트렐니코프
  - SCENE2-14 눈밭에 피
  - SCENE2-15 모스크바, 7년 후

## 넘버[3]
- Act 1

1. Two Worlds - Ensemble
2. Komarovsky’s Toast - Victor, Alex, Anna & Ensemble
3. Who is She? - Yurii
4. Wedding Vows - Priest, Pasha, Lara & Ensemble
5. It’s A Godsend - Pasha & Students
6. When the Music Played - Lara
7. Watch the Moon - Tonia & Yurii
8. Forward March for the Czar - Gints & Soldiers
9. Something the the Air - Tonia, Lara, Yurii & Nurses
10. Now - Yuri & Lara
11. Blood on the Snow - Soldiers & Ensemble
12. The Perfect World - GulyBoba, Shulygin & Ensemble
13. Komarovsky`s Toast (Reprise) - Victor
14. A Man Who Lives up to His Name - Yurii
15. In This House - Sasha, Alex, Yurii, Tonia & Ensemble
- Act 2

16. Women and Little Children/He`s There - Lara & Ensemble
17. No Mercy At All - Strelnikov
18. In This House - Sasha, Alex
19. Love Finds You - Lara, Yurii, Victor, Strelnikov & Tonia
20. Nowhere To Run - Liberius & Partisans
21. It Comes as No Surprise - Lara & Tonia
22. Ashes and Tears - Yurii & Partisans
23. Watch The Moon (Reprise) - Tonia
24. On the Edge of Time - Lara & Yurii
25. Now (Reprise) - Lara & Yurii
26. Blood on the Show (Reprise) - Red Army
27. On The Edge of Time (Reprise) - Katarina, Lara, Yurii & Ensemble

## 등장인물

### 호주공연[7]
- 유리 지바고 역 - 안토니 월로우 (Anthony Warlow)
- 라라 역 - 루시 마운더 (Lucy Maunder)
- 토냐 역 - 타닐 반 질 (Taneel Van Zyl)
- 파샤 역 - 마틴 크루스 (Martin Crewes)
- 코마로프스키 역 - 바르톨로뮤 존 (Bartholomew John)
- 알렉산더 역 - 피터 캐롤 (Peter Carroll)
- 안나 역 - 트리샤 노블 (Trisha Noble)

### 한국공연(2012년)[5]
- 유리 지바고 역 - 조승우, 홍광호
- 라라 역 - 전미도, 김지우
- 토냐 역 - 최현주
- 파샤 역 - 강필석
- 코마로프스키 역 - 서영주
- 알렉산더 역 - 김봉환
- 안나 역 - 임선애

### 한국공연(2018년)
- 유리 지바고 역 - 류정한, 박은태
- 라라 역 - 조정은, 전미도
- 코마로프스키 역 - 서영주, 최민철
- 파샤 역 - 강필석
- 토냐 역 - 이정화
- 알렉산더 역 - 김봉환
- 안나 역 - 이경미